# Флігель-ад'ютант
Флігель-ад'ютант (нім. Flügeladjutant) — військове звання офіцера в німецьких і російських арміях XVIII століття.

## Росія
військове звання старшого офіцера в російської імператорської армії до кінця , згодом посада та почесне звання.
Спочатку — ад'ютант в офіцерському чині при імператорові, фельдмаршалові, генералісимусові. У Росії з кінця XVIII століття до 1917 — молодше звання імператорської свити, яке присвоювалася штаб- і обер-офіцерам армії і флоту. Указом від 1797 року було роз'яснене, що звання флігель-ад'ютанта могло зберігатися лише за тими, чий чин був не вищий за IV клас. Флігель-ад'ютанти носили особливий мундир з аксельбантом і еполетами. З початку XIX століття головним знаком приналежності до Свити став вензель імператора на еполетах або погонах свитского або армійського мундира.
Вироблені в генеральські чини втрачали це звання, але могли отримати звання «Свити Його Величності генерал-майор (контр-адмірал)». Вироблені в генерал-лейтенанти і в повні генерали могли отримати звання генерал-ад'ютанта. Подарування свитских звань вироблялося «по безпосередньому Государя Імператора розсуду».
Звання флігель-ад'ютанта існувало також в Німеччині, Великій Британії, Болгарії та інших країнах.